# Synodontis aterrimus
Synodontis aterrimus är en fiskart som beskrevs av Max Poll och Roberts, 1968. Synodontis aterrimus ingår i släktet Synodontis och familjen Mochokidae. IUCN kategoriserar arten globalt som livskraftig. Inga underarter finns listade i Catalogue of Life.